# Эсферайен
Эсферайен (перс. اسفراین‎, также: Исфараин или Мианабад) — город на северо-востоке Ирана, на территории остана Северный Хорасан. Административный центр одноимённого шахрестана.

## История
Город несколько раз подвергался разрушению со стороны воинственных соседей Ирана. В 1220 году Эсферайен был разрушен войсками монгольского военачальника Субедэя, но был восстановлен уже при Ильханидах. В 1731 году город был полностью разрушен в ходе вторжения афганцев.

## География
Город находится в южной части остана, в долине реки Эсферайен, к югу от хребта Аладаг. Абсолютная высота — 1249 метров над уровнем моря.
Эсферайен расположен на расстоянии приблизительно 45 километров к юго-юго-востоку (SSE) от Боджнурда, административного центра провинции и на расстоянии 555 километров к востоку-северо-востоку (ENE) от Тегерана, столицы страны. Ближайший аэропорт расположен в городе Боджнурд.

## Население
По данным переписи, на 2006 год население составляло 51 321 человек.
| 1986   | 1991   | 1996   | 2006   | 2012   |
| ------ | ------ | ------ | ------ | ------ |
| 27 089 | 34 161 | 41 062 | 51 321 | 58 239 |

## Известные уроженцы
В городе родились один из основоположников азербайджанской литературы- поэт Гасаноглы Иззеддин и персидско-таджикский поэт Азари Туси.